# Bathyaulax syraensis
Bathyaulax syraensis är en stekelart som först beskrevs av Embrik Strand 1912.  Bathyaulax syraensis ingår i släktet Bathyaulax och familjen bracksteklar. Inga underarter finns listade.